# Campeonato Europeo de Judo de 1991
El XXXIX Campeonato Europeo de Judo se celebró en Praga (Checoslovaquia) entre el 16 y el 19 de mayo de 1991 bajo la organización de la Unión Europea de Judo (EJU) y la Federación Checoslovaca de Judo. 

## Medallistas

### Masculino
| Evento            | Oro                           | Plata                       | Bronce                                                   |
| ----------------- | ----------------------------- | --------------------------- | -------------------------------------------------------- |
| –60 kg            | Philippe Pradayrol Francia    | Piotr Kamrowski · Polonia   | József Wagner · Hungría · Marino Cattedra · Italia       |
| –65 kg            | Eric Born · Suiza             | József Csák · Hungría       | Martin Schmidt · Alemania · Ian Freeman · Reino Unido    |
| –71 kg            | Stefan Dott · Alemania        | Josef Věnsek Checoslovaquia | Christophe Gagliano Francia Magomedbek Aliyev URSS       |
| –78 kg            | Anthonie Wurth · Países Bajos | Johan Laats · Bélgica       | Krzysztof Kamiński · Polonia · Bashir Varayev · URSS     |
| –86 kg            | Axel Lobenstein · Alemania    | Giorgio Vismara · Italia    | Adrian Croitoru · Rumania · León Villar Beltrán · España |
| –95 kg            | Theo Meijer · Países Bajos    | Guivi Gaurgashvili URSS     | Stéphane Traineau · Francia · Detlef Knorrek · Alemania  |
| +95 kg            | Henry Stöhr · Alemania        | Serguei Kosorotov URSS      | Rafał Kubacki · Polonia · David Douillet · Francia       |
| Categoría abierta | Igor Bereznitski URSS         | Bernd von Eitzen · Alemania | Patrice Rognon · Francia · Stefano Venturelli · Italia   |

### Femenino
| Evento            | Oro                                | Plata                           | Bronce                                                        |
| ----------------- | ---------------------------------- | ------------------------------- | ------------------------------------------------------------- |
| –48 kg            | Cécile Nowak Francia               | Karen Briggs Reino Unido        | Yolanda Soler Grajera · España · Giovanna Tortora · Italia    |
| –52 kg            | Jessica Gal · Países Bajos         | Loretta Doyle Reino Unido       | Alessandra Giungi · Italia · Fabienne Boffin · Francia        |
| –56 kg            | Miriam Blasco Soto · España        | Gooitske Marsman · Países Bajos | Cathérine Arnaud · Francia · Gudrun Hausch · Alemania         |
| –61 kg            | Zsuzsanna Nagy · Hungría           | Frauke Eickhoff · Alemania      | Yael Arad · Israel · Susanne Profanter · Austria              |
| –66 kg            | Isabelle Beauruelle Francia        | Kate Howey Reino Unido          | Chantal Han · Países Bajos · Emanuela Pierantozzi · Italia    |
| –72 kg            | Laëtitia Meignan Francia           | Elisabeth Karlsson · Suecia     | Ulla Werbrouck · Bélgica · Marion van Dorssen · Países Bajos  |
| +72 kg            | Beata Maksymow · Polonia           | Claudia Weber · Alemania        | Svetlana Gundarenko · URSS · Angelique Seriese · Países Bajos |
| Categoría abierta | Monique van der Lee · Países Bajos | Renata Szał · Polonia           | Karin Kutz · Alemania · Natalina Lupino · Francia             |

## Medallero
| Núm. | País           | Oro | Plata | Bronce | Total |
| ---- | -------------- | --- | ----- | ------ | ----- |
| 1    | Países Bajos   | 4   | 1     | 3      | 8     |
| 2    | Francia        | 4   | 0     | 7      | 11    |
| 3    | Alemania       | 3   | 3     | 4      | 10    |
| 4    | URSS           | 1   | 2     | 3      | 6     |
| 5    | Polonia        | 1   | 2     | 2      | 5     |
| 6    | Hungría        | 1   | 1     | 1      | 3     |
| 7    | España         | 1   | 0     | 2      | 3     |
| 8    | Suiza          | 1   | 0     | 0      | 1     |
| 9    | Reino Unido    | 0   | 3     | 1      | 4     |
| 10   | Italia         | 0   | 1     | 5      | 6     |
| 11   | Bélgica        | 0   | 1     | 1      | 2     |
| 12   | Checoslovaquia | 0   | 1     | 0      | 1     |
| 12   | Suecia         | 0   | 1     | 0      | 1     |
| 14   | Austria        | 0   | 0     | 1      | 1     |
| 14   | Israel         | 0   | 0     | 1      | 1     |
| 14   | Rumania        | 0   | 0     | 1      | 1     |
|      | TOTAL          | 16  | 16    | 32     | 64    |